# USA:s countyn
County (egentligen engelska för grevskap) är en typ av område som alla USA:s delstater utom Louisiana ("parish") och Alaska ("borough") är indelade i. Counties är nästan alltid en storleksordning större än städer. I de flesta delstater har också counties lokalt självstyre. Möjliga översättningar till svenska av det amerikanska begreppet county är län eller härad.
Ett genomsnittligt county i USA har omkring 100 000 invånare. Det county som har flest invånare är Los Angeles County i Kalifornien, med 9 818 605 invånare (2010). Loving County i Texas är det med den minsta befolkningen, bara 82 invånare (2010). Störst till ytan är San Bernardino County i Kalifornien som har en landarea på 51 948 km² (2013) och minst till ytan är Kalawao County i Hawaii med en landarea på 31 km² (2013).
2010 fanns det 3 143 counties eller motsvarande i USA. I siffran ingår förutom parishes i Louisiana och boroughs i Alaska även folkräkningsområden (census areas) i den oorganiserade boroughen i Alaska, oberoende städer (independent cities) och District of Columbia. Det största antalet counties i en delstat hade Texas med 254, det minsta Delaware med 3.

## Karta

USA, med delstater indelade i countyn (i Louisiana "parish" och i Alaska "borough").

## Antal countyn per delstat
| 254 – Texas          | 93 – Nebraska    | 67 – Florida       | 46 – South Carolina | 16 – Maine         |
| 159 – Georgia        | 92 – Indiana     | 67 – Pennsylvania  | 44 – Idaho          | 16 – Nevada1       |
| 120 – Kentucky       | 88 – Ohio        | 66 – South Dakota  | 39 – Washington     | 15 – Arizona       |
| 114 – Missouri1      | 87 – Minnesota   | 64 – Colorado      | 36 – Oregon         | 14 – Massachusetts |
| 105 – Kansas         | 83 – Michigan    | 64 – Louisiana     | 33 – New Mexico     | 14 – Vermont       |
| 102 – Illinois       | 82 – Mississippi | 62 – New York      | 29 – Utah           | 10 – New Hampshire |
| 100 – North Carolina | 77 – Oklahoma    | 58 – Kalifornien   | 23 – Maryland1      | 8 – Connecticut    |
| 99 – Iowa            | 75 – Arkansas    | 56 – Montana       | 23 – Wyoming        | 5 – Hawaii         |
| 95 – Tennessee       | 72 – Wisconsin   | 55 – West Virginia | 21 – New Jersey     | 5 – Rhode Island   |
| 95 – Virginia2       | 67 – Alabama     | 53 – North Dakota  | 19 – Alaska3        | 3 – Delaware       |

1 Har även en oberoende stad.
2 Har även 38 oberoende städer.
3 Har även en oorganiserad borough indelad i elva folkräkningsområden.
Totalt blir det 3 090 countyn/parishes/boroughs i hela USA. Dessutom finns District of Columbia.